# 140 Жива
140 Жива (140 Siwa) — астероїд головного поясу, відкритий 13 жовтня 1874 року.